# Marília Passos
Marília Passos (Campinas) é uma atriz e escritora brasileira.

## Carreira
Marília Passos   começou sua carreira como atriz após se formar na CAL - Casa das Artes de Laranjeiras. Atuou em novelas, filmes 
e séries. Também estudou dança na FAV (Faculdade de dança Angel Vianna). Começou a 
frequentar um curso de escrita criativa ministrado por Vera Bensalah. Colaborou em revistas e 
roteiros de filmes. Em 2014 lançou seu primeiro romance “Azul e Sombra”. Em 2023 foi finalista 
do prêmio jabuti com o livro “Selvagem” .  

## Obras
1. Azul e Sombra (2014) [6] [7]
2. A Natureza das Coisas (2017) [8] [9] [10] [11]
3. Intragável (2018) [12] [13] [14]
4. Selvagem (2022) [15] [16] [17] [18]
5. Isadora (2024) [19] [20] [21] [22]
6. Do mar, o sonho (2024) [23]

## Atuações
1. CORAÇÃO DE ESTUDANTE -Telenovela Brasileira Rede Globo (2002) [24]
2. UM SÓ CORAÇÃO - Telenovela Rede Globo (2004) [25]
3. IRMÃOS DE FÉ (2004) [26]  - Direção Moacyr Góes
4. MANDRAKE - Série 1ª Temporada 2005 (HBO)[27]
5. OURO NEGRO (2009)  [28] - Direção: Isa Albuquerque